# Tripolitanië (Ottomaanse provincie)
Tripolitanië was vanaf 1551 tot 1911 een onderdeel van het Ottomaanse Rijk.
In 1551 veroverde het Ottomaanse Rijk het gebied, dat tot dan toe nauwelijks een centraal gezag kende, op de Orde van Malta. 
Van 1711 tot 1835 was het gebied semi-autonoom onder de Qaramanli, afstammelingen van de Karamaniden, die als pasha over Tripolitanië heersten.
In de jaren zestig van de 19e eeuw werd in het Ottomaanse Rijk een bestuurlijke hervorming doorgevoerd. In 1864 werd Tripolitanië als een van de eerste gebieden een vilajet. Bij de Italiaans-Turkse Oorlog ging het gebied voor het Ottomaanse Rijk verloren en werd als Italiaans-Libië een Italiaanse kolonie.